# Pavel Pavel

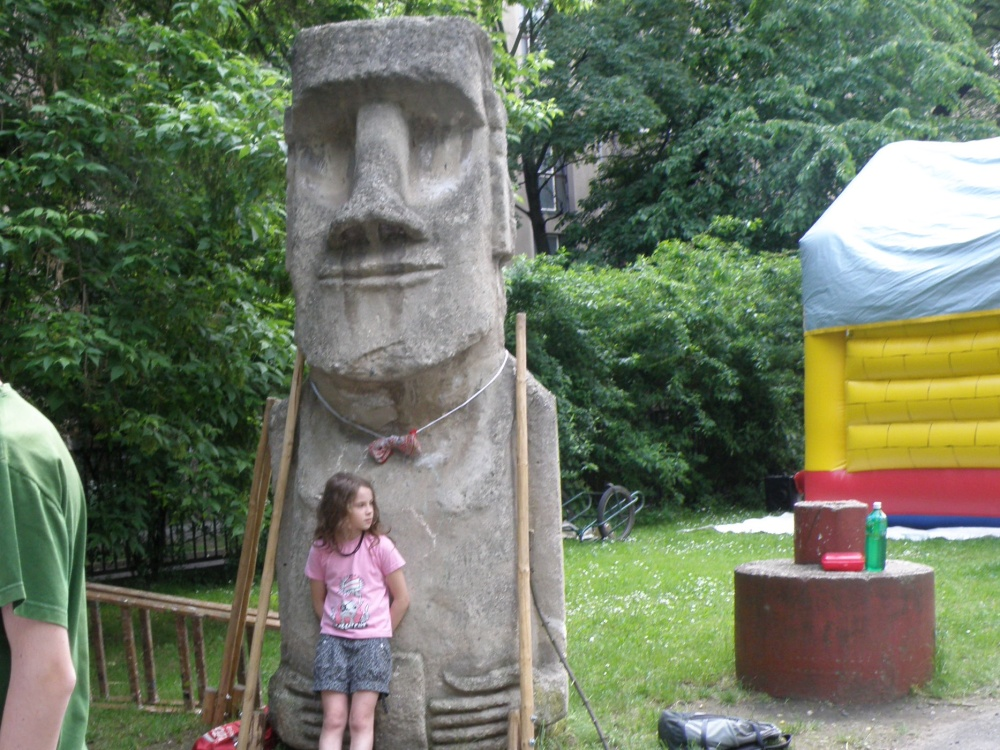
Model sochy Moai včetně klobouku Pukao od Pavla Pavla na dvoře Domu dětí a mládeže – vodárenské věže na Letné v Praze 7 (rok 2013)

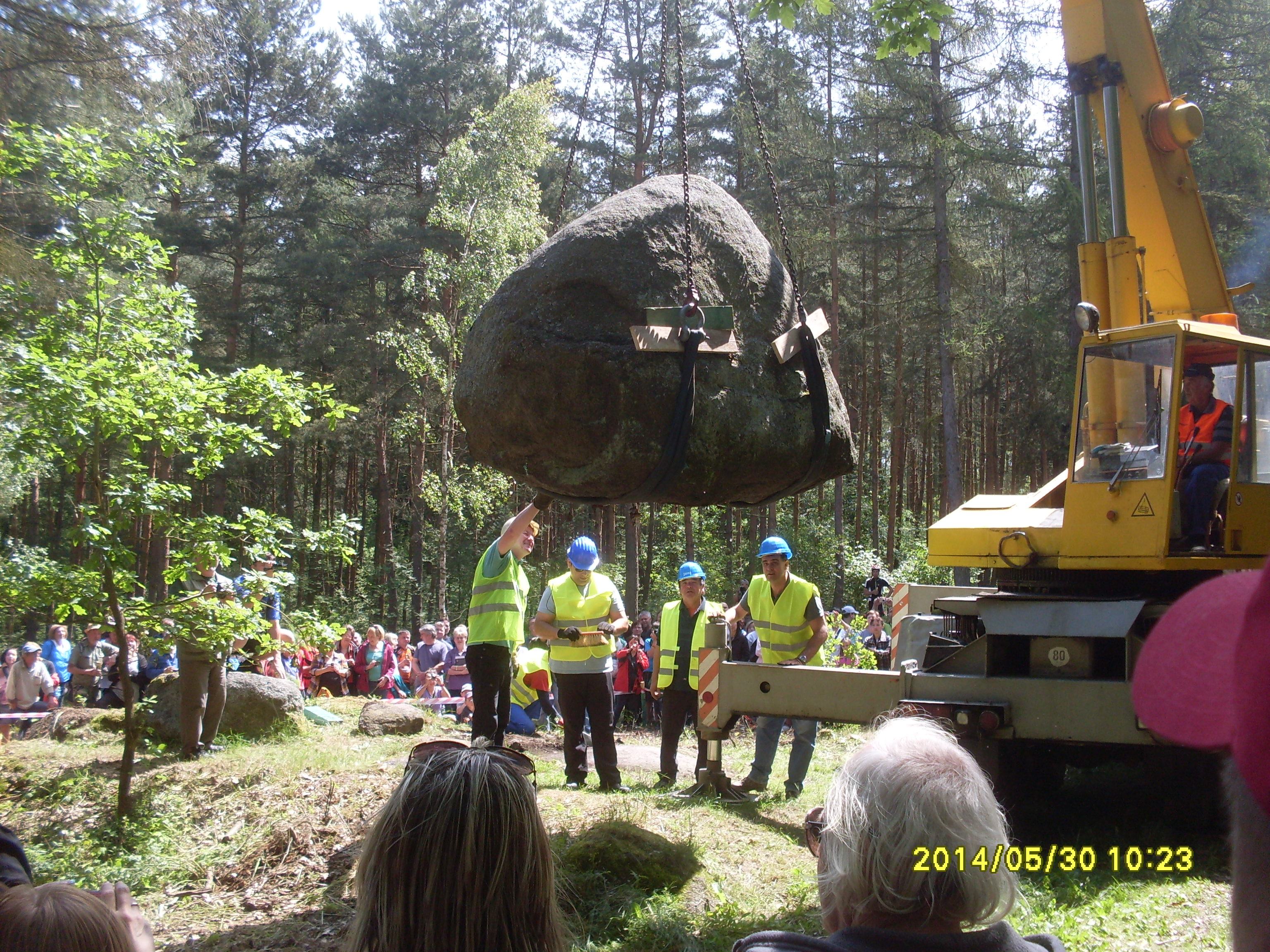
Jesenický viklan je pod vedením Pavla Pavla ukládán zpět na své lůžko

Pavel Pavel (* 11. března 1957 Strakonice) je český technik a experimentální archeolog, který se zabýval zkoumáním možných způsobů transportu těžkých břemen při stavbě monumentálních staveb dávnověku. Angažuje se také v politice – v letech 2000–2008 a opět v letech 2012–2020 jako zastupitel Jihočeského kraje (z toho v letech 2004–2008 a opět v letech 2017–2020 radní kraje), v letech 1998–2019 zastupitel města Strakonice (v letech 1998–2014 také místostarosta města), bývalý člen ODS, nyní člen hnutí JIH 12.

## Život
Absolvoval elektrotechnickou fakultu Vysoké školy strojní a elektrotechnické v Plzni. V roce 1986 (před cestou na Velikonoční ostrov) pracoval jako předseda ZO SSM v Zemědělském stavebním sdružení ve Strakonicích.[zdroj?]
Pavel Pavel se zajímal o objevy Thora Heyerdahla na Velikonočním ostrově a zaujalo jej, jak mohli tamní domorodci pohybovat obrovskými sochami. Základní princip jejich pohybu byl zveřejněn[ujasnit] v roce 1971 v knize Francise Mazièrea Tajemství Velikonočního ostrova: „Znovu si připomínám jiné tvrzení jednoho domorodce. Říkal, že sochy postupovaly vstoje a sunuly se kupředu v přívratných polokroužcích na své kulaté základně.“ Podobně jako nezávisle na něm i někteří další, úspěšně postavil a vyzkoušel několik modelů k praktickému ověření svých úvah. Jako jediný však provedl i veřejnou prezentaci, když v roce 1981 za vydatné pomoci ZO SSM, stran Národní fronty, svého zaměstnavatele a dalších přátel vyrobil 20 tun těžký betonový model sochy moai a vyzkoušel, jak s ním lze pohybovat pouze pomocí lan ovládaných malou skupinou osob.
V roce 1986 jej Thor Heyerdahl pozval na Velikonoční ostrov, kde Pavel experiment zopakoval s původní sochou. K pohybu sochy bylo třeba jen 16 lidí s jedním vedoucím a několik lan. Heyerdalovy předchozí experimenty přitom ukazovaly na potřebu stovek lidí.
Dalším pokusem, který Pavel Pavel provedl, bylo přesunutí necelých 30 tun těžkého Kadovského viklanu poblíž obce Kadov v okrese Strakonice. Tento viklan neznámý vandal vyvalil z jeho původního místa. Šest lidí vybavených pouze dřevěnými pákami a klíny tento viklan opět vztyčilo a přesunulo do původní polohy.
Na základě svých experimentů Pavel Pavel odhadl, že k přesunutí 800 tun těžkých kvádrů terasy v Baalbeku by stačilo přibližně 160 lidí vybavených starověkými nástroji.
Své pokusy prováděl i jinde v jižních Čechách, např. s balvanem na Hliníku v Třeboni.

## Politická činnost
V komunálních volbách v roce 1998 byl jako nestraník za ODS zvolen zastupitelem města Strakonice. Stal se též místostarostou města. Ve volbách v letech 2002 a 2006 oba mandáty v obou případech obhájil.
V krajských volbách v roce 2000 byl za ODS zvolen zastupitelem Jihočeského kraje. Ve volbách v roce 2004 svůj mandát obhájil a v letech 2004 až 2008 byl uvolněným členem Rady Jihočeského kraje se zodpovědností za oblast regionálního rozvoje, evropské integrace a sekretariátu RRRS, územní plánování, stavební a územní řízení a správu majetku. Ve volbách v roce 2008 však mandát neobhájil.
V letech 2002 a 2003 neúspěšně kandidoval do Senátu PČR v obvodu č. 12 – Strakonice, kdy ho vždy ve druhém kole porazil sociální demokrat Pavel Rychetský (2002) resp. křesťanský demokrat Josef Kalbáč (2003).
V roce 2009 byl kvůli neshodám s místopředsedou strakonické organizace ODS Tomášem Hajduškem vyloučen ze strany. Krátce poté zaniklo členství v ODS i strakonickému starostovi Pavlu Vondrysovi. Právě s ním Pavel Pavel založil pro komunální volby v roce 2010 novou kandidátku pod názvem Slušnost a jistoty pro Strakonice. Svůj odchod z ODS zdůvodňovali napojením strakonické ODS na hazardní průmysl. Kandidátka vyhrála a Pavel Vondrys byl počtvrté zvolen starostou města, Pavel Pavel obhájil post místostarosty. O jeho popularitě svědčí fakt, že v komunálních volbách se do počtu preferenčních hlasů umístil na druhém místě (za starostou Vondrysem).
V roce 2012 vstoupil do hnutí Jihočeši 2012 a byl za toto hnutí v krajských volbách v roce 2012 opět zvolen zastupitelem Jihočeského kraje. Na kandidátce původně figuroval na 12. místě, vlivem preferenčních hlasů ale skončil druhý. Ve volbách v roce 2016 svůj mandát za tento subjekt obhájil, když se opět díky preferenčním hlasům posunul z původního 12. místa na konečné 4. místo. V dubnu 2017 se stal navíc radním kraje. Také ve volbách v roce 2020 obhajoval svůj mandát krajského zastupitele, tentokrát ale neuspěl (skončil jako druhý náhradník). Tím pádem skončil i ve funkci radního kraje.
Za Jihočechy 12 obhájil také v komunálních volbách v roce 2014 post zastupitele města Strakonice. Radním města se už ale nestal. Další úspěšná obhajoba následovala v komunálních volbách v roce 2018, nicméně volby byly krajským soudem uznány za neplatné. V opakovaných komunálních volbách v prosinci 2019 již neuspěl.
Ve volbách do Evropského parlamentu v květnu 2019 kandidoval jako člen hnutí Jihočeši 2012 na 8. místě kandidátky subjektu s názvem Starostové (STAN) s regionálními partnery a TOP 09, ale zvolen nebyl.
V komunálních volbách v roce 2022 neúspěšně kandidoval do zastupitelstva Strakonic z 5. místa kandidátky hnutí JIH 12.

## Dílo
- Pavel Pavel: Rapa Nui, Jihočeské nakladatelství, České Budějovice 1989
- Jaroslav Malina, Pavel Pavel: Jak vznikly největší monumenty dávnověku, Svoboda, Praha 1994, ISBN 80-205-0211-4